# 1852 na literatura

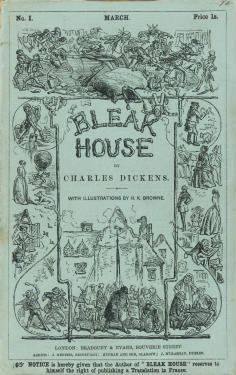
Capa do seriado "Bleak House" (1852) de Charles Dickens

## Nascimentos
| Data            | Nome         | Profissão | Nacionalidade | Observações | Ref |
| --------------- | ------------ | --------- | ------------- | ----------- | --- |
| 24 de Fevereiro | George Moore | escritor  | Irlanda       | m. 1933     |     |

## Mortes
| Data        | Nome                              | Profissão        | Nacionalidade | Observações | Ref |
| ----------- | --------------------------------- | ---------------- | ------------- | ----------- | --- |
| 4 de Março  | Nikolai Gogol                     | escritor         | Rússia        | n. 1809     |     |
| 25 de Abril | Manuel Antônio Álvares de Azevedo | escritor e poeta | Brasil        | n. 1831     |     |